# ケントウッド (ミシガン州)
ケントウッド（英: Kentwood）は、アメリカ合衆国ミシガン州ロウアー半島の南西部ケント郡の都市である。2010年国勢調査での人口は48,707 人だった。グランドラピッズの南東に位置し、グランドラピッズ＝ワイオミング大都市圏に属している。

## 歴史
ケントウッド市は1967年、パリス郡区の残っていた部分から、隣接するグランドラピッズやワイオミング市からの領域の併合を避けるために法人化された。ケント郡からその名前が採られており、ケント郡は法学者のジェイムズ・ケントから名前を採った。
ケントウッド市初代市長はピーター・M・ランバーツであり、1979年まで市長を務めた。その後の市長には、マービン・ホーフリンガー（1979年-1981年）、ジェラルド・デルイター（1981年-1992年）、ビル・ハーディマン（1992年-2002年）、リチャード・ルート（2002年-2012年）、リチャード・クラントン（2012年-2013年）、およびスティーブン・ケプリー（2013年以降）がいる。

## 地理
アメリカ合衆国国勢調査局に拠れば、市域全面積は20.95平方マイル (54.26 km2)であり、このうち陸地20.90平方マイル (54.13 km2)、水域は0.05平方マイル (0.13 km2)で水域率は0.24%である。ケントウッド市の西はワイオミング、北はグランドラピッズとグランドラピッズ郡区、東はカスケード郡区、南はゲインズ郡区と接している。

### 気候
ケントウッド市は、ケッペンの気候区分では湿潤大陸性気候、略号では "Dfb"（夏が温かい大陸性の気候）に入る。
| ケントウッドの気候     | ケントウッドの気候 | ケントウッドの気候 | ケントウッドの気候 | ケントウッドの気候 | ケントウッドの気候 | ケントウッドの気候 | ケントウッドの気候 | ケントウッドの気候 | ケントウッドの気候 | ケントウッドの気候 | ケントウッドの気候 | ケントウッドの気候 | ケントウッドの気候 |
| 月                     | 1月                | 2月                | 3月                | 4月                | 5月                | 6月                | 7月                | 8月                | 9月                | 10月               | 11月               | 12月               | 年                 |
| ---------------------- | ------------------ | ------------------ | ------------------ | ------------------ | ------------------ | ------------------ | ------------------ | ------------------ | ------------------ | ------------------ | ------------------ | ------------------ | ------------------ |
| 平均最高気温 °F （°C） | 30 (−1)            | 32 (0)             | 41 (5)             | 55 (13)            | 68 (20)            | 77 (25)            | 82 (28)            | 80 (27)            | 71 (22)            | 60 (16)            | 44 (7)             | 33 (1)             | 56.1 (13.6)        |
| 平均最低気温 °F （°C） | 15 (−9)            | 17 (−8)            | 26 (−3)            | 35 (2)             | 44 (7)             | 55 (13)            | 59 (15)            | 57 (14)            | 50 (10)            | 39 (4)             | 32 (0)             | 23 (−5)            | 37.7 (3.3)         |
| 降水量 inch （mm）     | 2.2 (56)           | 1.8 (46)           | 2.5 (64)           | 3.0 (76)           | 3.3 (84)           | 3.6 (91)           | 3.0 (76)           | 2.9 (74)           | 3.6 (91)           | 2.8 (71)           | 2.8 (71)           | 2.4 (61)           | 33.9 (861)         |
| 出典：Weatherbase      |                    |                    |                    |                    |                    |                    |                    |                    |                    |                    |                    |                    |                    |

## 人口動態
2010年国勢調査
以下は2010年の国勢調査による人口統計データである。
| 基礎データ - 人口: 48,707 人 - 世帯数: 19,741 世帯 - 家族数: 12,345 家族 - 人口密度: 899.8人/km2（2,330.5人/mi2） - 住居数: 21,584 軒 - 住居密度: 398.7軒/km2（1,032.7 軒/mi2） 人種別人口構成 - 白人: 70.1% - アフリカン・アメリカン: 15.4% - ネイティブ・アメリカン: 0.4% - アジア人: 6.6% - 太平洋諸島系: 0.1% - その他の人種: 3.5% - 混血: 3.9% - ヒスパニック・ラテン系: 8.5% | 年齢別人口構成 - 18歳未満: 25.4% - 18-24歳: 9.8% - 25-44歳: 28.8% - 45-64歳: 24.3% - 65歳以上: 11.5% - 年齢の中央値: 34歳 - 性比（女性100人あたり男性の人口） - 総人口: 92.3 世帯と家族（対世帯数） - 18歳未満の子供がいる: 32.9% - 結婚・同居している夫婦: 45.3% - 未婚・離婚・死別女性が世帯主: 13.1% - 非家族世帯: 37.5% - 単身世帯: 30.9% - 65歳以上の老人1人暮らし: 10.3% - 平均構成人数 - 世帯: 2.45人 - 家族: 3.10人 |

### 収入
収入と家計（2000年データ）
- 収入の中央値
  - 世帯: 48,335米ドル
  - 家族: 60,391米ドル
- 人口1人あたり収入: 24,261米ドル
- 貧困線以下
  - 対人口: 12.2%
  - 対家族数: 9.8%
  - 18歳未満: 16.8%
  - 65歳以上: 7.6%

## 市政府
ケントウッド市の政府は行政を担当する市長が市マネジャーも兼務し、立法機能は市政委員会が行う。2016年時点の市長はスティーブン・ケプリーであり、前任のリチャード・クラントンの跡を継いだ。市長代行は市政委員会の委員が互選する。市長は市政委員会で採決に参加でき、会合を主宰する。しかし、決議事項や条例に対する拒否権は持たない。
ケントウッド市の有権者は、市長、市事務官、市財務官を4年間任期で選出する。市政委員6人も4年間任期で選出する。市政委員は2年毎に半数が改選される。2年毎の選挙では市内を2分した小選挙区から各1人の委員が選ばれ、残る1人は市全体を選挙区に選ばれる。最近の選挙は2015年11月3日に行われた。

### 2015年の選挙
ケントウッド市の2015年選挙では、市政委員ロバート・カフリン（第1選挙区）、マイケル・ブラウン（第2選挙区）、スティーブ・レッドモンド（全市選挙区）が再選を果たした。統合一般選挙は2015年11月3日火曜日に行われた。この選挙の届け出締め切り日は2015年4月21日火曜日だった。その前の2月2日、市政委員会は、この時まで全市選挙区から選出されていたシャロン・ブリンクスがケントウッド地区裁判所の判事に就任するために空席となると報告した。委員会はその空席を埋めるために45日の猶予があり、それに指名される者は即座に選挙に出馬する必要があった。2月23日月曜日、市政委員会はは応募者21人を面接し、3人の候補者に絞った（エド・ケイプとスティーブ・レッドモンドの2人はケントウッドの企画委員だった。ロナルド・ウッズはケントウッド公共事業支配人を引退した者だった）。3月3日火曜日、ミシガン州交通省の計画官スティーブ・レッドモンドが後任と宣言され、3月17日に就任し、11月の選挙に出馬して4年任期で再選を目指すと計画した。そうすれば任期満了は2019年11月の予定になる。
2013年の選挙で第1選挙区の主要な挑戦者だったウィリアム・ウェンゼルが、ロバート・カフリンの再選に挑戦した。スティーブ・レッドモンド（全市選挙区）の議席は、ブリンクスが退任したときの後任を志願した2人が挑戦した。すなわち、トマス・ウェブは2013年市長選挙で4位に終わった者であり、ケビン・ハインは2011年ケントウッド教育委員選挙で3位になった者だった。少なくとも3人が立候補することになったので、全市選出の市政委員は特別予備選挙を必要としており、それが2015年8月4日火曜日に行われた。この予備選挙ではトマス・ウェブがレッドモンドより上位に来たので、11月3日の一般選挙で雌雄を決することになり、その時はレッドモンドが勝利した。

### 2013年の選挙
ケントウッド市特別予備選挙（2013年8月6日実施）で、ベテランの市政委員シャロン・ブリンクスが第1位となり、市技官のスティーブン・ケプリーに16.32%の差をつけた。これは引退したクラントン市長の跡に生じた空席を埋める市長選挙だった。第1選挙区に生じた空席を埋める選挙では、海兵隊の退役兵ジェラルド・デマーグドが第1位となり、計画委員のスティーブ・レッドモンドに4.35%の差をつけた。予備選挙では投票数の50%以上の得票が必要であり、ブリンクスもデマーグドもこの条件を満たさなかったので、それぞれの第1位獲得者も11月の一般選挙で決選投票に進んだ。第2選挙区は立候補者が2人しかいなかったので、予備選挙は行われなかった。この年は、市事務官、市財務官、全市選出市政委員の選挙は対抗馬がおらず、よって11月の選挙で承認を求めることになった。
市の統合一般選挙は、多額の資金集めが特徴になった。ケプリーが予備選挙での劣勢をひっくり返して、ブリックスを96票差（投票総数の2.08%）で破って市長に当選した。ベトナム戦争の古参兵で地方リバタリアンであるアーウィン・ハースが、第2選挙区の現職委員モーリス・グロースを68票差（投票総数の3.17%）で破って当選した。第1選挙区が最大の接戦となり、デマーグドがレッドモンドを21票差（投票総数の1.04%）で破った。クラントン市長は、市内登録有権者34,372人に対して、20%以上の投票率を呼びかけていた（通常、大きな選挙の無い年のケントウッドの投票率は7%から8%だった）。その目標は区域第10と第16では達成され、区域第8でもほぼ達成とはなったが、全市では13.59%に留まった。

## 公衆安全

### 消防
ケントウッド消防署は1967年から活動している。当初は全員がボランティアの消防団だったが、現在は常勤の消防士とボランティアを組み合わせた形態となっている。常に11人以上の常勤消防士が待機することになっており、市内に戦略的に配置された3か所の駐屯所にはそれぞれ3人以上とされている。常勤消防士は救急救命士の資格取得を義務付けられており、コメディカルスタッフの資格を持っている者もいる。少数の呼び出し対応有給消防士から付加的な支援も得られる。これらの人員は大型構造物の火災や大規模緊急事態の予備人員として対応することになっている。
ケントウッド消防署はウォルマ通り南東4775、ケントウッド市役所の通り向かいに本部がある。第2駐屯所は市内北端のエンバッシー通り4151に、第3駐屯所は市内の南西側、イースタン通り5340にある。
2009年には3,956回の警報に対応した。

### 警察
ケントウッド警察署が法の執行を担当している。地域社会で安全を確保し、全市民の個人の権利と生活の質を守るのが任務である。警官は70人居る。警察署本部はウォルマ通り南西4740のケントウッド司法センターにある62-B地区裁判所と同じ建物に入っている。62-B地区裁判所の首席判事はウィリアム・G・ケリーである。

## 主要高規格道路
- ミシガン州道11号線、28番通り
- ミシガン州道37号線、東ベルトライン・アベニューとブロードムーア・アベニューを通り、南に向かう
- 州間高速道路96号線、西のマスキーゴンとグランドラピッズ中心街、東のランシングとデトロイトを結ぶ

ケントウッド市域には入っていないが、他にも2本の高規格道路がケントウッドから1マイル (1.6 km) 以内を走っている。ワイオミング市内を通るアメリカ国道131号線と、南を走るミシガン州道6号線である。ケントウッドはグランドラピッズの郊外部なので、多くの通勤者が仕事への行き帰りにこの道路の1本あるいは2本とも使っている。

## 教育
ケントウッド市の主要な公共教育学区は、ケントウッド公共教育学区であり、高校1校、フレッシュマン・キャンパス1か所、中学校3校、小学校10校が入っている。他に閉校になった小学校が早期児童教育を実施する場所となった。
- イーストケントウッド高校
- クロスローズ・オルタナティブ高校[30]
- イーストケントウッド・フレッシュマン・キャンパス[31]
- クレストウッド中学校[32]
- パインウッド中学校[33]
- バレーウッド中学校[34]
- ボーウェン小学校[35]
- ブルックウッド小学校[36]
- チャレンジャー小学校[37]
- ディスカバリー小学校[38]
- エンデバー小学校[39]
- エクスプローラー小学校[40]
- グレンウッド小学校[41]
- メドウローン小学校[42]
- サウスウッド小学校[43]
- タウンライン小学校[44]
- ハミルトン早期児童教育センター

ケントウッドの市内には、フォレストヒルズ公共教育学区とケロッグスビル公共教育学区も入っている。

## 教会
- ケントウッド・キリスト教教会[47] - 非会派
- プリンストン・キリスト教改革派教会[48]
- ケロッグスビル・キリスト教改革派教会[49]
- ペンタコスタルズ・オブ・ケントウッド[50]
- セントメアリー・マグダレン・ローマ・カトリック教区[51]
- ケントウッド・コミュニティ教会[52]
- ケントウッド・セブンスデイアドベンチスト教会[53]
- ブレトンロード・バプテスト教会[54]
- フェイス・バプテスト教会[55]
- セントニコラス・アンティオキアン正教会[56]
- イマキュレイト・ハート・オブ・メアリー教会

## トレイル
ケントウッドには5つのトレイルが通っている。
- ポール・ヘンリー・レイルトレイル、44番通りとカラマズーから60番通りとウィング・アベニューまで
- イースト・ウェスト・トレイル、ディビジョン・アベニューからブレトン・アベニューまで
- プラスター・クリーク・トレイルTrail
- M6 トレイル
- サドルバック・トレイル

M6 トレイル以外のトレイルは、それぞれ延伸の提案が検討されている。

## 図書館
ケントウッド市はケント地区図書館地区の中にある。ケントウッド支所図書館は2010年にブレトン・アベニューのケントウッド市役所の隣に開館した。その場所は古いゴミ埋め立て地を再生した土地である。2015年、アメリカ合衆国環境保護庁とケント郡がメタン燃焼塔を設置し、腐ったゴミから出る過剰メタンを燃やしている。ケントウッド図書館は以前、カラマズー・アベニューの44番通り南にあった。

## ケントウッド鉱山
ケントウッド鉱山はケントウッド市内にある地下の石膏鉱山であり、座標では北緯42度53分24秒 西経85度34分44秒 / 北緯42.890度 西経85.579度.に位置している。1971年に開業、2000年に閉山となった。製紙業のジョージア・パシフィックが操業していた。